# TTT Rīga 2007-2008
Questa voce raccoglie le informazioni riguardanti il TTT Rīga nelle competizioni ufficiali della stagione 2007-2008.

## Risultati
La squadra si è classificata al 5º posto nel Gruppo A di EuroLeague Women, non riuscendo pertanto a qualificarsi per la fase finale. In Baltic League ha chiuso al secondo posto nel Gruppo B.
- 4  Iciss Tillis, centro
- 5  Santa Dreimane, ala piccola
- 6  Micaela Martins Jacintho, ala
- 7  Elīna Babkina, guardia
- 8  Zane Eglīte, guardia
- 9  Ieva Tāre, ala
- 10  Merike Anderson, ala piccola
- 11  Olena Žeržerunova, centro
- 12  Dace Krūmiņa, ala piccola
- 13  Elizaveta Kityzina, centro
- 14  Ticha Penicheiro, guardia
- 15  Aija Brumermane, centro
- 00  Ruth Riley, centro
- Allenatore:  Ainārs Čukste
- Vice allenatore:  Aigars Nerips